# Lijst van Spaans ministers van Justitie

## Ministers van Justitie van Spanje (1982–heden)
| Minister van Justitie | Minister van Justitie       | Minister van Justitie              | Ambtstermijn      | Ambtstermijn      | Partij(en)   | Premier(s)                               | Kabinet(en) |
| --------------------- | --------------------------- | ---------------------------------- | ----------------- | ----------------- | ------------ | ---------------------------------------- | ----------- |
|                       | Fernando Ledesma            | Fernando Ledesma (1939)            | 2 december 1982   | 12 juli 1988      | O            | Felipe González (1982–1996)              | González I  |
| González II           | Fernando Ledesma            | Fernando Ledesma (1939)            | 2 december 1982   | 12 juli 1988      | O            | Felipe González (1982–1996)              |             |
|                       | Enrique Múgica              | Enrique Múgica (1932–2020)         | 12 juli 1988      | 11 maart 1991     | PSOE         | Felipe González (1982–1996)              |             |
| PSOE                  | Enrique Múgica              | Enrique Múgica (1932–2020)         | 12 juli 1988      | 11 maart 1991     | González III | Felipe González (1982–1996)              |             |
|                       | Tomás de la Quadra-Salcedo  | Tomás de la Quadra- Salcedo (1946) | 11 maart 1991     | 13 juli 1993      | González III | Felipe González (1982–1996)              | PSOE        |
|                       | Juan Alberto Belloch        | Juan Alberto Belloch (1950)        | 13 juli 1993      | 5 mei 1996        | O            | Felipe González (1982–1996)              | González IV |
|                       | Margarita Mariscal de Gante | Margarita Mariscal de Gante (1954) | 5 mei 1996        | 28 april 2000     | O            | José María Aznar (1996–2004)             | Aznar I     |
|                       | Ángel Acebes                | Ángel Acebes (1958)                | 28 april 2000     | 10 juli 2002      | PP           | José María Aznar (1996–2004)             | Aznar II    |
|                       | José María Michavila        | José María Michavila (1960)        | 10 juli 2002      | 17 april 2004     | PP           | José María Aznar (1996–2004)             | Aznar II    |
|                       | Juan Fernando López Aguilar | Juan Fernando López Aguilar (1961) | 17 april 2004     | 12 februari 2007  | PSOE         | José Luis Rodríguez Zapatero (2004–2011) | Zapatero I  |
|                       | Mariano Fernández Bermejo   | Mariano Fernández Bermejo (1948)   | 12 februari 2007  | 24 februari 2009  | O            | José Luis Rodríguez Zapatero (2004–2011) | Zapatero I  |
| O                     | Mariano Fernández Bermejo   | Mariano Fernández Bermejo (1948)   | 12 februari 2007  | 24 februari 2009  | Zapatero II  | José Luis Rodríguez Zapatero (2004–2011) |             |
|                       | Francisco Caamaño Domínguez | Francisco Caamaño Domínguez (1963) | 24 februari 2009  | 21 december 2011  | Zapatero II  | José Luis Rodríguez Zapatero (2004–2011) | PSOE        |
|                       | Alberto Ruiz-Gallardón      | Alberto Ruiz- Gallardón (1958)     | 21 december 2011  | 24 september 2014 | PP           | Mariano Rajoy (2011–2018)                | Rajoy I     |
|                       | Soraya Sáenz de Santamaría  | Soraya Sáenz de Santamaría (1971)  | 24 september 2014 | 30 september 2014 | PP           | Mariano Rajoy (2011–2018)                | Rajoy I     |
|                       | Rafael Catalá               | Rafael Catalá (1961)               | 30 september 2014 | 1 juni 2018       | PP           | Mariano Rajoy (2011–2018)                | Rajoy I     |
| PP                    | Rafael Catalá               | Rafael Catalá (1961)               | 30 september 2014 | 1 juni 2018       | Rajoy II     | Mariano Rajoy (2011–2018)                |             |
|                       | Dolores Delgado             | Dolores Delgado (1962)             | 1 juni 2018       | 12 januari 2020   | O            | Pedro Sánchez (2018–heden)               | Sánchez I   |
|                       | José Antonio Alonso         | Juan Carlos Campo (1961)           | 12 januari 2020   | 12 juli 2021      | PSOE         | Pedro Sánchez (2018–heden)               | Sánchez II  |
|                       | Pilar Llop                  | Pilar Llop (1973)                  | 12 juli 2021      | heden             | PSOE         | Pedro Sánchez (2018–heden)               | Sánchez II  |